# Simba (film)
Simba è un film del 1955 diretto da Brian Desmond Hurst. Basato sulla ribellione Mau-Mau in Kenya all'inizio degli anni '50.

## Trama
Il giovane Alan Howard (Dirk Bogarde) raggiunge il Kenya per rintracciare il fratello, di cui da tempo non ha più notizie, e scopre che è stato brutalmente ucciso dai ribelli Mau-Mau. Accecato dal desiderio di vendetta, decide di restare per combattere gli insorti africani e, sullo sfondo delle vicende della guerra, finirà con l'innamorarsi di Mary (Virginia McKenna).